# آلان وليامز
آلان وليامز (بالإنجليزية: Allan Williams)‏ (و. 1930 – 2016 م) هو رجل أعمال، ووكيل مواهب، ومدير مواهب من المملكة المتحدة.
توفي عن عمر يناهز 86 عاماً.